# Política da Jamaica

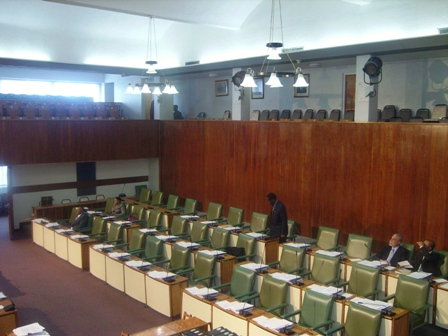
Câmara dos Representantes da Jamaica.

A Jamaica é uma monarquia parlamentarista e o chefe de estado é o monarca, atualmente o Rei Charles III. O representante da  
monarca na Jamaica é o Governador-Geral, que tem como papel a aprovação de leis e outras funções do estado. Em grande medida, o monarca (através do seu representante, o Governador-Geral), é uma figura cerimonial e o pouco poder real que tem está reservado para tempos de crise. O sentimento republicano tem crescido na Jamaica em anos recentes, e é provável que a monarquia seja abolida.
O parlamento jamaicano divide-se em duas câmaras: a câmara dos representantes (house of representatives) e o senado. Os membros da câmara são eleitos diretamente, e o líder do partido maioritário na câmara torna-se primeiro-ministro. O senado é nomeado pelo primeiro-ministro e pelo líder da oposição parlamentar.
A Jamaica tem um sistema bipartidário, com o Partido Nacional Popular (People's National Party) e o Partido Trabalhista Jamaicano (Jamaican Labour Party) a alternar no poder com frequência.
Em dezembro de 2011, Portia Simpson Miller, do Partido Nacional Popular (PNP), partido de oposição, venceu as eleições para primeiro-ministro do país.